# 二羟丙酮
二羟基丙酮，丙醣的一种，為白色潮解结晶粉末，有凉的甜味和特征性气味。是最简单的酮糖。无手性中心，故无光学活性。通常以二聚体存在，二聚体可缓慢溶于1份水与15份乙醇的混合液中。刚制备的二羟基丙酮可在溶液中迅速转化为单体，单体易溶于水、乙醇、乙醚和丙酮。可从甜菜和甘蔗等植物中提取，也可由甘油的温和氧化（如以过氧化氢为氧化剂，亚铁盐催化）得到，反应也会产生甘油醛。主要用作免晒助褐产品如防曬霜等的成分。

## 化学
二羟丙酮是一种吸湿性白色结晶性粉末。具有凉爽的甜味和独特的气味。它是所有酮糖中最简单的，没有手性中心或光学活性。正常形式是二聚体（2，5-双（羟甲基）-1，4-二恶烷-2，5-二醇），其缓慢溶于一份水和15份乙醇中。 新鲜制备时，它会迅速还原为溶液中的单体。
该单体非常溶于水，乙醇，乙醚，丙酮和甲苯。
二羟丙酮可与甘油醛一起通过甘油的轻度氧化来制备，例如用过氧化氢和亚铁盐作为催化剂。它也可以使用氧，空气或苯醌作为助氧化剂的阳离子钯基催化剂在室温下以甘油的高收率和选择性制备。甘油醛是二羟基丙酮的结构异构体。

## 生物学
它的磷酸化形式为磷酸二羟基丙酮（DHAP），参与糖酵解，并且是果糖代谢的中间产物。

## 使用
二羟丙酮在1920年代首次被德国科学家确认为皮肤着色剂。通过在X射线过程中使用，它被认为引起皮肤表面溢出时变成褐色。
1950年代，辛辛那提大学的伊娃·维特根斯坦（Eva Wittgenstein）用二羟基丙酮进行了进一步的研究。 她的研究涉及使用二羟丙酮作为口服药物来帮助患有糖原贮积病的儿童。当孩子们经口接受了大剂量的二羟丙酮，有时会吐出或溅到皮肤上。医护人员注意到DHA暴露数小时后皮肤变成了褐色。
伊娃·维特根斯坦（Eva Wittgenstein）继续尝试二羟丙酮，将其液体溶液涂在她自己的皮肤上。她能够始终如一地再现色素沉着的效果，并指出二羟丙酮似乎没有渗透到角质层或死皮表层之外（FDA最终得出结论，这并不完全正确）。然后继续进行二羟丙酮的皮肤着色作用与白癜风患者的治疗有关的研究。
这种皮肤褐变作用是无毒的[ 需要引证 ]，并且是美拉德反应的结果。DHA与角蛋白蛋白质（皮肤表面的主要成分）中的氨基酸发生化学反应。不同的氨基酸以不同的方式与DHA反应，产生从黄色到棕色的不同色调。所得的颜料称为黑色素。它们的颜色类似于黑色素，黑色素是深层皮肤中的天然物质，由于暴露于紫外线下而呈褐色或“棕褐色” 。

### 葡萄酒酿造
醋酸细菌醋酸醋杆菌和氧化葡糖杆菌均使用甘油作为碳源形成二羟基丙酮。DHA是由甘油的生酮作用形成的。它会影响葡萄酒的感官品质，具有甜美/柔和的特性。DHA还可以与脯氨酸反应，产生“硬皮状”香气。二羟基丙酮可影响葡萄酒中的抗微生物活性，因为它具有结合SO 2的能力。

### 日光浴
Coppertone在1960年代向市场推出了第一批消费者免晒美黑乳液。该产品被称为“ Quick Tan”或“ QT”。它以隔夜鞣剂的形式出售，其他公司也纷纷采用类似的产品。由于缺乏吸引力的结果，例如橙色手掌，条纹和差的着色，消费者很快就厌倦了该产品。由于有QT经验，许多人仍然将日光浴晒黑与假冒的橙色晒黑联系起来。[ 需要引用 ]
在1970年代，美国食品药品监督管理局（FDA）将DHA永久添加到其批准的化妆品成分清单中。
到1980年代，市场上出现了新的免晒美黑配方，DHA生产工艺的改进造就了产品，使产品看起来更自然，褪色更好。消费者对与UV晒黑选项相关的损坏的担忧促使无日晒黑的晒黑产品进一步替代UV晒黑。数十种品牌以多种配方出现在药店的货架上。[ 需要引用 ]
如今，DHA已成为许多免晒美黑皮肤护理制剂中的主要活性成分。乳液制造商还生产各种免晒美黑制剂，用天然烫金剂（例如黑胡桃壳）代替DHA。DHA可以单独使用，也可以与其他鞣制成分（如赤藓糖）结合使用。DHA被认为是最有效的免晒美黑添加剂。[ 需要引用 ]
免晒美黑产品中DHA的浓度范围为1％至20％。大多数药店产品的范围从3％到5％，专业产品的范围从5％到20％。百分比对应于从浅到深的产品着色水平。较浅的产品对初学者更友好，但可能需要多次涂漆才能产生所需的色深。较深的产品会在一件涂层中产生深棕褐色，但也更容易出现条纹，不均匀或变色的色调。人造棕褐色需要2到4个小时才能开始出现在皮肤表面，并且会根据配方类型持续变暗24到72个小时。[ 需要引用 ]
一旦发生变黑效果，棕褐色就不会出汗或用肥皂或水冲洗。它将在3到10天内逐渐消失。剥落，长时间的水浸或大量出汗可以减轻棕褐色，因为这些因素都会导致死皮细胞快速脱落（死皮细胞是日晒棕褐色的有色部分）。[ 需要引用 ]
当前的无日晒晒黑鞣剂被制成喷雾剂，乳液，凝胶，摩丝和美容巾。专业应用的产品包括喷黑棚，喷枪棕和手工涂抹的乳液，凝胶，摩丝和抹布。[ 需要引用 ]

### DHA安全注意事项
根据柏林Gematria测试实验室的Katinka Jung于2007年进行的一项研究，自晒黑后（含高DHA含量约5％）在24小时内，皮肤特别容易受到阳光的自由基损害。 。研究人员用高水平的DHA处理皮肤样品40分钟后，他们发现与未经处理的皮肤相比，在阳光照射下会形成180％的额外自由基。另一个自晒黑成分赤藓糖，在高水平上产生了类似的响应。他们说，自晒黑后的第二天，应避免过多的阳光暴晒，并在户外戴防晒霜。抗氧化剂面霜还可以最大程度地减少自由基的产生。尽管某些自晒黑剂含有防晒霜，但涂抹后其效果不会持续很长时间，而且假晒黑本身也不能保护皮肤免受紫外线照射。[ 需要引用 ]
荣格等人的研究。进一步证实了较早的结果，表明二羟基丙酮与二甲基异山梨醇结合可增强（日光）鞣制过程。这项较早的研究还发现，二羟基丙酮对氨基酸和核酸也有影响，对皮肤有害。
自由基是部分归因于UV光的AGE上的动作（高级糖基化终产物）[ 需要的引证 ]如Amadori产物（一种AGE）为DHA的与皮肤的反应的结果。在糖尿病患者中，高血糖会导致皮肤损伤，而糖基化也会发生类似的情况。AGE造成的某些损害与紫外线无关。一项研究表明蛋白质的糖基化将其自由基产生速率提高了近50倍。
尽管某些自晒黑者含有防晒霜，但其效果不会像晒黑一样长久。无日晒棕褐色的皮肤褐变可能提供一些紫外线防护（最高SPF 3），但这种低级防护应补充额外的防护。规定的产品SPF仅在应用自晒黑后的几个小时内适用。尽管皮肤变黑，但是个人同样容易受到有害紫外线的伤害，因此仍然非常需要全面的防晒。在DHA处理过的皮肤中，维生素D的产生也可能受到某些抑制。
偶见接触性皮炎，最近的一项研究表明，DHA在墨西哥无毛犬中引起严重的接触性皮炎。
皮肤癌基金会，美国皮肤病学会，加拿大皮肤病学会和美国医学会已推荐使用基于DHA的日光浴晒黑，以作为日光浴的更安全选择。[ 需要引用 ]
FDA尚未批准在“晒黑”摊位中将DHA用作全面喷雾剂，因为尚未将支持这种用途的安全数据提交给该机构进行审查和评估。 2012年6月，美国食品及药物管理局（FDA）的一份报告声称，该喷雾剂中发现的主要化学物质-DHA-吸入时有潜在危险。根据医生的说法，一些DHA吸入会导致细胞损坏，并可能导致癌症。
欧盟委员会消费者安全科学委员会发表的意见认为用DHA进行鞣制不会构成风险，因此受到专家的严厉批评。这是因为欧洲化妆品行业根据委员会本身选择了证据进行审查。因此，委员会最终引用的几乎每份报告都来自从未发表过或未经同行评审的研究，并且在大多数情况下，是由与DHA生产相关的公司或行业团体进行的。业界几乎没有将公开发表的科学期刊上发表的所有同行评审研究都认为DHA是潜在的诱变剂。来自Bispebjerg医院皮肤科的科学家发表于Mutation Research的一项研究得出的结论是，DHA“诱导培养细胞的DNA损伤，细胞周期阻滞和凋亡”。
在发布给ABC新闻的报告中，FDA科学家得出结论，DHA不会停留在皮肤的外死皮层。他们写道：“由于发现了高DHA皮肤水平，皮肤中残留的DHA的命运是一个重要问题。” 他们补充说，他们进行的测试表明，应用于皮肤的许多DHA实际上最终都存在于皮肤的活动层中。他们得出结论：“这将使大约11％的DHA吸收的吸收残留在[活的]表皮和真皮中。” 宾夕法尼亚大学佩雷尔曼医学院的一名毒理学家和肺部专家（雷·潘内蒂耶里博士）评论说：“我担心的原因是鞣剂沉积在肺中确实可以促进或帮助全身吸收。实际上，进入某些细胞的这些化合物实际上可以促进癌症或恶性肿瘤的发展，如果是这种情况，那么我们就必须警惕。” 